# Véhicule électrique au Canada

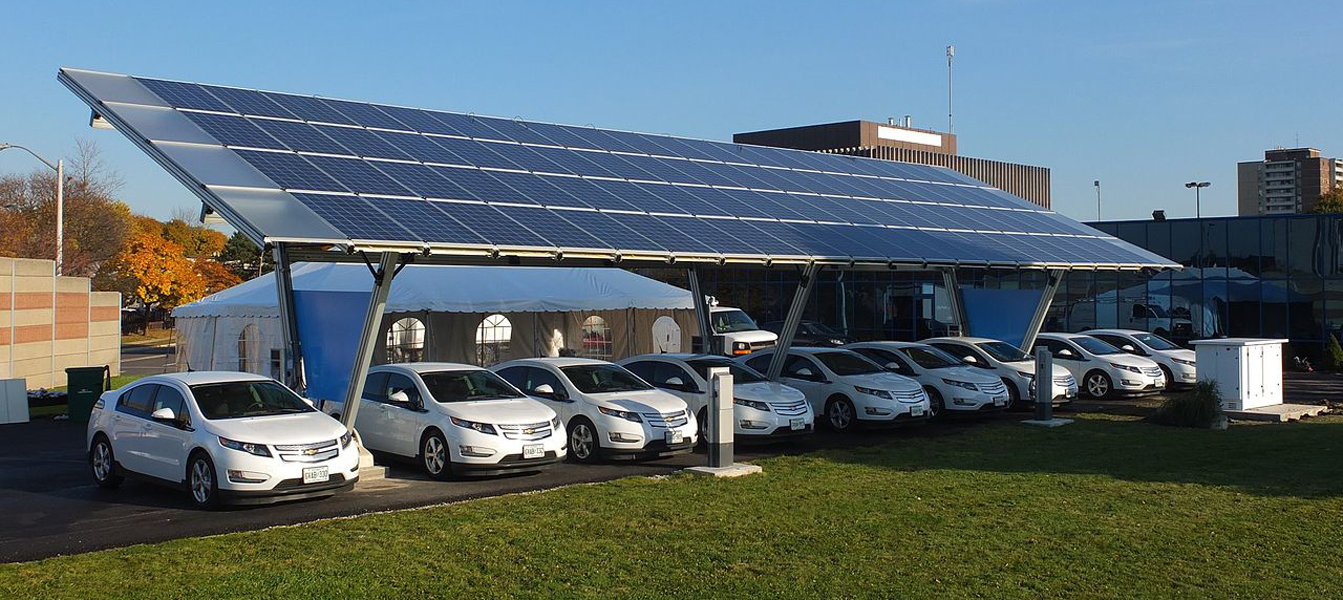
Une station de recharge pour véhicules électriques à Toronto.

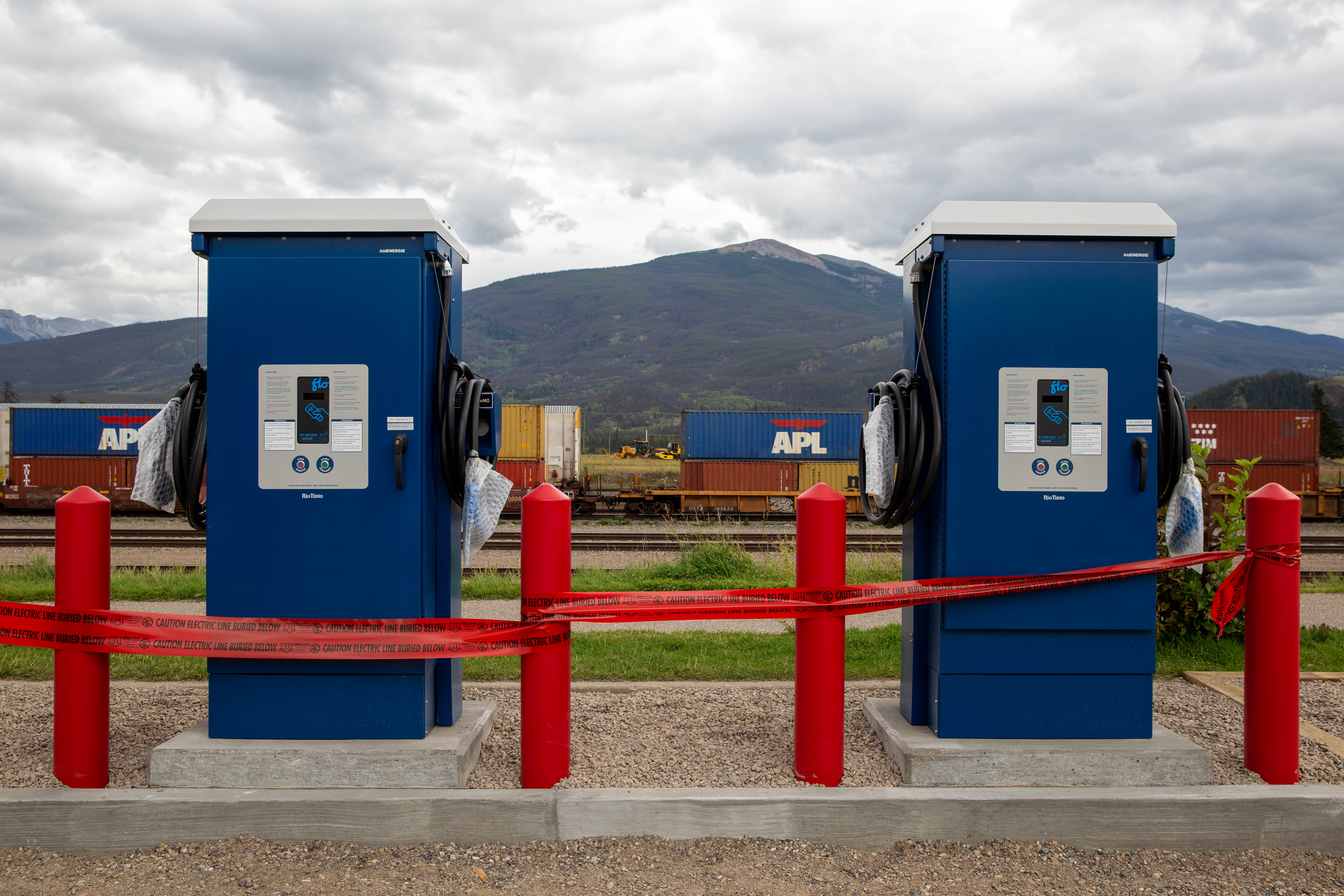
Chargeurs électriques à Edmonton au Canada en 2021.

La part de marché des véhicules électriques au Canada atteint 10,91 % en 2024 (12,46 % pour les voitures particulières).

## Marché
| Année | Véhicules électriques | Part de marché |        | dont voitures particulières | Part de marché |
| ----- | --------------------- | -------------- | ------ | --------------------------- | -------------- |
| 2014  | 2 839                 | 0,15 %         | 2 800  | 0,38 %                      |                |
| 2015  | 4 151                 | 0,22 %         | 3 821  | 0,55 %                      |                |
| 2016  | 4 990                 | 0,26 %         | 3 219  | 0,51 %                      |                |
| 2017  | 9 079                 | 0,45 %         | 6 653  | 1,05 %                      |                |
| 2018  | 22 570                | 1,14 %         | 19 898 | 3,47 %                      |                |
| 2019  | 35 523                | 1,84 %         | 28 007 | 5,62 %                      |                |
| 2020  | 39 036                | 2,53 %         | 25 487 | 7,96 %                      |                |
| 2021  | 58 952                | 3,58 %         | 28 054 | 8,66 %                      |                |
| 2022  | 98 620                | 6,52 %         | 40 552 | 15,09 %                     |                |
| 2023  | 143 661               | 8,38 %         | 34 876 | 13,48 %                     |                |
| 2024  | 202 103               | 10,91 %        | 31 438 | 12,46 %                     |                |

NB : dans les statistiques canadiennes, le segment le plus important est celui des « véhicules à usages multiples » qui représente 59,7 % de l'ensemble des véhicules en 2024, dont 100 122 véhicules électriques (9,78 %).

## Batteries
General Motors et son partenaire coréen POSCO annoncent en mars 2022 son projet de construction à Bécancour, au Québec, d'une usine de matériaux cathodiques pour alimenter des batteries Ultium produites aux États-Unis. En juin 2023, ils obtiennent un préfinancement de 300 millions de dollars canadiens (environ 205 millions d’euros) qui couvrira la moitié du coût total de l’usine. Le gouvernement fédéral canadien et le gouvernement provincial du Québec apportent chacun 150 millions de dollars canadiens. GM et POSCO n’auront à rembourser que 10 % du financement du Québec et 50 % pour Ottawa à la condition que les emplois créés soient maintenus pendant 10 ans. Les matériaux cathodiques qui seront fabriqués à Bécancour représentent approximativement 40 % du coût total d’une cellule de batterie. Ils sont composés de lithium, de nickel, de manganèse et de cobalt.

## Politiques de soutien
Le gouvernement canadien annonce en juin 2021 qu'il « exigera que 100 % des ventes de voitures et de camionnettes soient à zéro émission d’ici 2035 au Canada afin de protéger l’environnement », soit cinq ans plus tôt qu'en France. Il décide des mesures incitatives, notamment un bonus de 5 000 $ pour tout véhicule électrique vendu moins de 55 000 $.
En 2017, le Québec vise un million de véhicules électriques et hybrides en circulation avant 2030 (contre moins de 6 000 en 2017) ; pour cela il offre 8 000 dollars canadiens (5 400 €) aux acheteurs d'un véhicule électrique ou hybride neuf. L'Ontario offre jusqu'à 14 000 dollars. Pour l'Institut économique de Montréal (IEM, « de tendance libérale ») cette politique de stimulation d'achat de voitures électriques au Canada est le moyen le moins efficace et le plus coûteux de réduire les émissions de gaz à effet de serre (GES) du pays. La réduction des émissions serait au mieux de 3,6 % pour le Québec et de 2,4 % pour l'Ontario alors que ces provinces ont comme cible une réduction de 37 % de leurs émissions de GES avant 2030 (par rapport au niveau de 1990). L'IEM évalue ces subventions à 523 dollars par tonne de GES économisée en Ontario et 288 dollars au Québec à la charge du contribuable et juge que le même objectif de réduction des GES ne coûterait « que » environ 18 dollars par tonne de carbone évitée sur le marché de la Bourse du carbone. Il en déduit que « Le bon sens économique et même écologique plaide en faveur d'une réduction de ces subventions, voire leur élimination ».
Au Québec en 2023, il est possible d'obtenir jusqu’à 8 250 € en cumulant le programme iVZE du gouvernement fédéral (5 000 $), et le programme Roulez Vert du gouvernement provincial (7 000 $).
Le gouvernement de l’Alberta décide en mars 2024 de taxer les propriétaires de véhicules électriques à hauteur de 200 dollars par an à partir de 2025 dans le but de collecter des fonds pour l’amélioration des routes. Selon les autorités locales, cette taxe de 200 dollars équivaut à peu près aux taxes que le propriétaire d’un véhicule à moteur à combustion interne paye en achetant du carburant. Le Texas et la Floride ont déjà pris des mesures analogues en 2023.
Le 26 août 2024, le Premier ministre canadien, Justin Trudeau, annonce une taxe à l'importation de 100 % sur les voitures électriques chinoises.